# Марк Мерклейн
Марк Мерклейн (нар. 28 червня 1972) — колишній багамський тенісист.
Найвищу одиночну позицію світового рейтингу — 160 місце досяг 7 липня 1997, парну — 37 місце — 12 січня 2004 року.
Здобув 4 парні титули.
Найвищим досягненням на турнірах Великого шолома було 3 коло в парному та змішаному парному розрядах.

## Виступи у турнірах Великого шолома
| W | Ф | ПФ | ЧФ | #Р | КТ | К# | DNQ | A | NH |

### Одиночний розряд
| Турнір                                 | 1994 | 1995 | 1996 | 1997 | 1998 |
| -------------------------------------- | ---- | ---- | ---- | ---- | ---- |
| Відкритий чемпіонат Австралії з тенісу |      |      |      |      |      |
| Відкритий чемпіонат Франції з тенісу   |      |      |      |      | К2р  |
| Вімблдонський турнір                   |      |      |      |      | К3р  |
| Відкритий чемпіонат США з тенісу       | 1р   | К1р  | К2р  | К1р  | 1р   |

### Парний розряд
| Турнір                                 | 1993 | 1994 | 1995 | 1996 | 1997 | 1998 | 1999 | 2000 | 2001 | 2002 | 2003 | 2004 | 2005 |
| -------------------------------------- | ---- | ---- | ---- | ---- | ---- | ---- | ---- | ---- | ---- | ---- | ---- | ---- | ---- |
| Відкритий чемпіонат Австралії з тенісу |      |      |      |      |      |      | 2р   | 1р   |      |      | 3р   | 1р   |      |
| Відкритий чемпіонат Франції з тенісу   |      |      |      |      |      | 2р   | 2р   |      |      | 1р   | 1р   | 1р   | 2р   |
| Вімблдонський турнір                   |      |      |      |      |      | 1р   | 2р   |      | 1р   | 2р   | 1р   | 1р   | К2р  |
| Відкритий чемпіонат США з тенісу       | 2р   | 1р   | 1р   | 1р   | 1р   | 2р   |      | К2р  | 1р   | 1р   | 1р   | 1р   |      |